# Kinkela Vik'Ansy
Kinkela Vik'Ansy est un homme politique de la République démocratique du Congo. Il a été ministre des Postes et Télécommunication dans le gouvernement de Laurent Désiré Kabila. Il fut l'un des ministres du premier gouvernement de salut public nommé le 22 mai 1997 soit cinq jours après l'entrée de Laurent Désiré Kabila à Kinshasa.